# 大森一樹
大森一樹（日语：／ Kazuki Ōmori，1952年3月3日—2022年11月12日）是一位日本電影導演和編劇。他是Firstwood Entertainment株式會社的代表董事，同時也是日本電影導演協會的理事，並擔任大阪藝術大學藝術學部影像學科的學科長。其執導電影涉足廣泛的類型，涵蓋了從文學電影到怪獸電影的各種題材。

## 經歷
大森於1952年出生於大阪府大阪市東住吉區的一處醫師家庭。由於父親的調動，他在1961年搬到兵庫縣芦屋市，就讀於芦屋市立精道中學、六甲高等學校，並畢業於京都府立醫科大學醫學部。持有醫生執照。受到當時流行的手塚治虫和真崎守等漫畫家作品的影響。他在六甲高等學校就讀期間與朋友製作了一部自主製作的影片（8毫米電影），並在那時結識了村上知彦。在醫科大學就讀期間，他沈迷於尚盧·高達的作品，與村上、西村隆、小西均等人組成了電影自主放映團體「無國籍」，在新開地的電影院舉辦了邦片的整夜放映計劃。同實在這段時間組成了以週刊「Fight」的高橋聰記者為首的羅曼波諾親衛隊。1975年，他參與了高橋拍攝的16毫米電影《等不及天黑》，雖然是獨立電影，卻在《電影旬報》的年度排名獲得第21位的高度評價。
1978年，作為首部執導電影，在第3屆城戸賞劇本改編的《橙路特急》上映，這是他的商業電影處女作，該片雖然未能受到高度評價，但隨後以自身經歷為基礎的作品《希波克拉底們》在1980年上映後則贏得了多個電影獎。
在此之後，大森將中學時期的先輩村上春樹的作品《聽風的歌》改編電影。經過10年的學業後，他於1980年於大學畢業。同年，他與同學眼科醫師聖子結婚，育有一男一女。1982年6月，他與長谷川和彥、相米慎二等九名導演共同創辦企劃製作公司「導演公司」（ディレクターズ・カンパニー）。從1984年開始，他執導了由吉川晃司領銜的「民川裕司三部曲」之後，作為一名能夠勝任公司企劃的娛樂電影導演，大森一樹在東寶中贏得了高度信任。 在1980年代末，他負責了齊藤由貴主演的三部曲等影片。並在1989年的《哥吉拉vs碧奧蘭蒂》中首次作為自由職業導演執導了哥吉拉系列電影，成為一位自主電影出身、同時能夠拍攝程序影片的備受讚譽的年輕導演，在隨後的作品中，他執導並撰寫了包括《哥吉拉vs王者基多拉》在內的眾多哥吉拉系列電影。
1990年，成立了Firstwood Entertainment，該公司位於東京都世田谷區。
1995年1月17日，發生了阪神淡路大地震，他的家庭公寓被部分損毀，他在附近的小學校過渡生活，並投入到復興活動中。隨後的一周，他前往馬尼拉進行電影《緊急呼叫：緊急呼叫》的拍攝，隔月回國後，他完成了《哥吉拉vs戴斯特洛伊亞》的設定劇本。
1998年，大森被任命為《日本沉沒1999》的導演，但由於松竹的經營不善，該項目最終被中止。2000年4月至2005年3月，他擔任大阪電氣通訊大學綜合資訊學部媒體資訊文化學科教授。}}從2005年4月開始，成為大阪藝術大學藝術學部影像學科的學科主任及該大學的研究生教授。2015年，擔任第第28屆東京國際影展競賽單元的評審委員。
2022年11月12日上午11時28分，大森因急性骨髓性白血病在兵庫醫科大學醫院去世，享壽70歲。原計劃在同月20日的「第23回寶塚電影節」上放映代表作品，並計劃在舞台問候中亮相。

## 執導作品

### 獨立電影
- 1969年：《革命狂時代》（製作・導演・編劇・攝影・剪輯）
- 1972年：《離開廣島很遠的地方》（企劃・導演）
- 1972年：《看見飛盤的男人》（導演・編劇）
- 1972年：《無法朝著明天奔跑！》（製作・導演・編劇・攝影・剪輯）
- 1974年：《活不到死的時候》（導演・編劇・攝影）
- 1975年：《等不到天黑！》（導演・編劇）[25]

### 商業電影
- 1978年：《橙路特急（日语：オレンジロード急行）》（企劃・導演・編劇） 第3屆城戶獎
- 1978年：《夏子與，漫長的告別》（企劃・導演・編劇）
- 1980年：《希波克拉底們（日语：ヒポクラテスたち）》（導演・編劇）
- 1981年：《前列腺的疾病與預防》（導演・編劇）
- 1981年：《泌尿道結石與微小爆破》（導演・編劇）
- 1981年：《聽風的歌》（導演・編劇）
- 1984年：《高麗菜之歌（日语：すかんぴんウォーク）》（導演）
- 1985年：《有機會的時候（日语：ユー・ガッタ・チャンス）》（導演）
- 1986年：《輕鬆點（日语：テイク・イット・イージー_(映画)）》（導演）
- 1986年：《戀愛的女人們（日语：恋する女たち_(氷室冴子)）》（導演・編劇）文化廳優秀電影獎、第11屆日本電影學院獎優秀編劇獎・優秀導演獎
- 1987年：《托特通道（日语：トットチャンネル）》（導演・編劇） 藝術選獎新人獎（日语：芸術選奨新人賞）
- 1987年： 《告別的女人（日语：「さよなら」の女たち）》（導演・編劇）
- 1989年：《哥吉拉vs碧奧蘭蒂》（編劇・導演）
- 1989年：《花盛開的午後（日语：花の降る午後）》（編劇・導演）
- 1990年：《我生病的原因（日语：ボクが病気になった理由）》
- 1991年：《満月_MR.MOONLIGHT（日语：満月_MR.MOONLIGHT）》（導演）
- 1991年：《哥吉拉vs王者基多拉》（編劇・導演）
- 1992年：《繼承盃（日语：継承盃）》（導演）
- 1994年：《足球風雲》（導演）
- 1995年：《大失戀。（日语：大失恋。）》（導演）
- 1995年：《緊急呼叫 緊急呼叫（日语：緊急呼出し_エマージェンシー・コール）》
- 1996年：《我心中的銀河鐵道 宮澤賢治物語（日语：わが心の銀河鉄道_宮沢賢治物語）》（導演）第29屆日本學院獎優秀導演獎
- 1997年：《夢想體育場（日语：ドリーム・スタジアム）》（導演）
- 1998年：《6月19日的新娘（日语：6月19日の花嫁）》（導演・編劇）
- 1999年：《直到天亮，這份戀愛》（導演・編劇）
- 2000年：《童子汀（日语：ちんちろまい）》（導演・編劇）
- 2000年：《看見風的少年（日语：風を見た少年）》（總導演）
- 2000年：《夏舞！忍者傳說（日语：ナトゥ_踊る!ニンジャ伝説）》（導演・編劇）
- 2001年：《奔跑吧！一郎（日语：走れ!イチロー）》（導演・編劇）
- 2003年：《T.R.Y.（日语：T.R.Y.）》（導演）
- 2005年：《劇場版超星艦隊賽澤X：戰鬥吧！星之戰士們（日语：劇場版_超星艦隊セイザーX_戦え!星の戦士たち）》（導演）
- 2006年：《悲傷的天使》（編劇・導演）
- 2008年：《昨日再來一次（日语：イエスタデイ・ワンス・モア）》（編劇・導演）
- 2010年：《世界的任何地方，都有一個地方》（編劇・導演）
- 2011年：《津輕百年食堂（日语：津軽百年食堂）》（導演・編劇（合作））
- 2015年：《被越南之風吹拂（日语：ベトナムの風に吹かれて）》（導演・編劇）

### 電視劇
- 1985年：《法醫學教室的午後》（導演・編劇）
- 1985年：《奔跑吧！三人組（日语：ズッコケ三人組）》（各話導演）
- 1986年：《法醫學教室最長的一天（日语：法医学教室の長い一日）》（導演・編劇）
- 1988年：《女演員時代》（導演）讀賣電視台
- 1995年：週五娛樂（日语：金曜エンタテイメント）《炎之料理人 週富德語》（導演）富士電視台
- 2001年：《最差（日语：最悪）》（導演）BS-i、TBS
- 2007年：Drama W《黑色之春（日语：黒い春）》（導演）WOWOW
- 2014年：《裝甲巨人甘博特》（本篇導演・製作總括）大阪電視台

## 編劇

### 電影
- 1988年：《妖女的时代（日语：妖女の時代）》
- 1992年：《哥吉拉vs摩斯拉》
- 1995年：《哥吉拉vs戴斯特洛伊亞》
- 2008年：《飞向天空-救赎之翼 RESCUE WINGS-（日语：空へ-救いの翼_RESCUE_WINGS-）》

### 未製作
- 《摩斯拉VS巴甘（日语：モスラVSバガン）》（《哥吉拉vs摩斯拉》的原案）

### 電視劇
- 1990年：《我为何辞去医生职业的理由》（東京電視台）
- 广播剧：《哈雷彗星之旅》（1984年7月21日 NHK大阪=NHK-FM 导演 柴田岳志）

## 獎項
- 1977年：第3回城戸獎（日语：城戸賞）[26][14]
- 1978年：第4回大阪電影節新導演獎[14]
- 1980年：年度編劇獎[14]
- 1987年：第13回大阪電影節導演獎[14]
- 1988年：第11回日本電影學院獎最佳導演獎・最佳編劇獎，第38回文部大臣藝術選獎芸術選奨（日语：文部科学大臣賞）新人獎[14]
- 1997年：第20回日本電影學院獎最佳導演獎

## 外部連結
- 官方网站
- Kazuki Omori在互联网电影资料库（IMDb）上的資料（英文）
- 日本電影數據庫（JMDb）上Kazuki Omori的資料（日語）